# 異修羅
《異修羅》是珪素所撰寫的日本輕小說。2017年6月起於KAKUYOMU、成為小說家吧連載；2019年10月起經電擊文庫發行實體書，由擔綱插畫。改編漫畫《異修羅―新魔王戰爭―》開始連載於《月刊少年Magazine》2021年4月號，負責作畫。改編電視動畫第1期於2024年1月至3月首播，動畫製作公司是Passione。第2期於2025年1月至3月播出。

## 角色列表
柳之劍宗次朗（聲：梶裕貴）
此人僅憑只身孤劍，就能擊敗史上最大機魔。
此人揮動登峰造極的劍技，使一整個傳說淪爲單純的事實。
此人理解所有生命的致死弱點，具有殺戮的本能。
他是無法滯留于世界現實的最後劍豪。
《劍豪》，人類。
星馳阿魯斯（聲：福山潤）
此人藉由異常的配合能力得以操作世界上各種武器。
此人擁有收集自這片大地的各式各樣異能魔具。
此人挑戰了遼闊世界的無數迷宮與強敵，並且全數獲得勝利。
它是在欲望的盡頭淩駕了龍之領域，空中最快速的生命體。
《冒險者》，鳥龍。
喜鵲達凱（聲：保志總一朗）
此人能意識到高速的槍彈，以超乎尋常的視力觀察世界。
此人身懷洞察的才能，能將計謀策略攤在陽光底下，單獨攻破無法突破的迷宮。
此人具有能在剎那間施展無法對抗的掠奪，精准無比的神速巧手。
他是跨越世界的邊界進行搶奪，自由奔放的不法之徒。
《盜賊》，人類。
夕暉之翼．雷古聶吉（聲：森久保祥太郎）
此人掌握世界上唯一支配寬廣天空，自由自在的飛行軍隊。
此人將無懼死亡的絕對服從群體當成一個生命體統率。
此人具有支配戰局的才智，深深扎根於一個國家的中樞。
牠是凶猛的攻擊者與秩序的守護者，更是特殊的天空災禍。
《司令》，鳥龍。
世界詞祈雅（聲：悠木碧）
此人無視所有防禦與過程，具有扭曲各種存在的力量。
此人能發揮凌駕自然的權能，一句話就將天候與地形置於其支配之下。
此人乃是超乎萬物預測外的特異點，抗拒任何解析與預測。
她是無法測量其界限的全能魔才。
《詞術士》，森人。
大海的希古爾雷（聲：杉田智和）
此人身懷以死地中逝去的大量犧牲者磨練而出的決鬥之技。
此人暗藏凡有生命之物皆無法抗衡的絕對致死之毒。
此人鍛鍊其異形肉體至極致，以超脫常軌的無量劍光為傲。
牠是服從一切卻不受任何人支配，最自由自在的奴隸。
《劍奴》，根獸。
擦身之禍庫瑟（聲：三木真一郎）
靜歌娜斯緹庫（聲：堀江由衣）
此人乃是除了一人之外無法被世上任何人所察覺的存在。
此人乃是非實際存在的意識體，不會受到任何手段干涉。
此人自創世時代存活至今，保有停止生命的絕對權能。
她是悄然無聲地到來，無影無息地奪去所有生命的死亡命運之化身。
《刺客》，天使。
濫回凌轢霓悉洛（聲：高橋李依）
此人為死者，故能適應步行即可摧毀地形的座騎之巨大重量與加速度。
此人具有一網切開整個軍隊，遠距離的必殺砲擊手段。
此人同時擁有隔絕所有一般攻擊手段的裝甲，以及無法停止的不死特性。
她是獲得兩個身體，只為成就一項蹂躪機能的慘烈戰騎。
《騎兵》，屍魔。
斬音夏魯庫（聲：山寺宏一）
此人具有突刺與射擊都無法傷之，超脫死亡定理的肉體。
此人不知自己的出身，卻知曉足以凌駕英雄的槍術。
此人的瞬間分離與接合，將認知攻擊距離的概念化為無意義。
他是驟然生於世上的怪異之物。地面上最快速的非生命體。
《槍兵》，骸魔。
地平咆梅雷（聲：小山力也）
此人體型巨大而超乎尋常，具有看透地平線盡頭的極限視力。
此人箭術已臻化境，僅射一箭即可改變洪流的去向。
此人可發出足以破壞地貌，無法防禦、不能迴避的破壞力。
他是從世上生物無法觀測到的超遠距離放出的流星之箭。
《弓箭手》，巨人。
黑曜．莉娜莉絲（聲：東山奈央）
此人以無形的指尖牽動蜘蛛絲，具有縝密狡猾的力量。
此人透過異常的變異，獲得無法以常識預測的感染途徑。
此人率領由世界最龐大的組織自地表全境召集而來，終極無比的精銳部隊。
她是由潛伏於深邃黑暗中的單一意志所統率的凶惡諜報群體。
《斥侯》，血鬼。
駭人的托洛亞（聲：小野大輔）
此人擁有等同於往日恐怖故事所提及的技術，並且具有遠超過故事人物的臂力。
此人持有漫長時代裡自各地收集而來的無數魔劍。
此人超越了原本的自我，可使用所有魔劍的奧義。
他是從冥府深淵復活，催討詛咒命運的死神。
《魔劍士》，山人。
窮知之箱美斯特魯艾庫西魯（聲：村瀨步）
此人連自己的生命都製造，使用已達真理領域的詞術。
此人每當重複死亡與再生時，即可得到異世界的知識進而無限成長。
此人可殘留一半、再生一半，而且無法同時殺死兩者。
它是以必然的理論證明其無敵，完美無缺的戰鬥生命。
《生術士》／《工術士》，機魔／造人。
微塵暴．亞托拉澤庫（聲：鳥海浩輔）
此人可侵入一切縫隙削掘內部，身具無法防禦的粒子攻擊。
此人不具任何脆弱之處，身具無法攻破的粒子防禦。
此人可無窮無盡、無限制地使用宛如天神之權能。
牠是以毀滅帷幕掩飾其真面目，凌駕生命的災害化身。
《力術士》，蛇龍。
冬之露庫諾卡（聲：井上喜久子）
此人乃是地表上最強種族之中，數百年來皆冠上真正最強之名的人物。
此人具有可改變地形與氣候，瞬間消滅所有生命的屠殺吐息。
此人是翻遍歷史未曾見過其敗績，冰之詞術的使用者。
牠甚至不讓對手與之交戰，徒留一片荒涼景象。
《凍術士》，龍。
戒心的庫烏洛（聲：伊瀨茉莉也）
此人憑藉超越生物極限的知覺，認識整個世界。
此人具有看透對象的五感，辨識出致命一點的精確觀察力。
此人身懷超越成千上萬次經驗的直覺，有能力做出連自己都不知其所以然的最佳選擇。
全知的他以自身意志選擇未來，乃是天眼的持有者。
《先知》，小人。
流浪的丘涅（聲：伊藤美來）
絕對的羅斯庫雷伊（聲：小野賢章）
此人在單一個人的層級，已達正統純粹劍術的顛峰。
此人具有以政治工作與暗中破壞，在開戰之前決定勝負的智謀之力。
此人以國家為後盾，接受將勝利化為必然的各式支援。
他是受到地表上最強的社會性動物託付全種族之力的人工英雄。
《騎士》，人類。
無盡無流賽阿諾瀑（聲：綠川光）
此人窮究各種已然逸失、數量龐大的「彼端」武術。
此人不受打擊、拋摔、鎖喉所傷，具有無法預判的無限戰鬥選擇。
此人可使出一般身體構造無法辦到，正可謂必殺的打擊。
牠是無人不知其偉業的「最初的隊伍」之中，未嘗敗北的最後一隻成員。
《格鬥家》，黏獸。
彼岸涅夫托（聲：斧篤志）
不言的烏哈庫（聲：稻田徹）
此人在天生不理解詞術概念的情況下認識世界。
此人具有將自己眼中的現實強加於他人之上的真正解咒之力。
此人擁有身為最強人型生物，身為冷酷現實的強勁與龐大。
牠是帶著無法溝通意志的沉默，顛覆世界的前提，否定公理的怪物。
《神官》，大鬼。
魔法的慈
此人具有壓倒性的身體素質，足以擊垮武技與詞術的優越性。
此人運用無限的耐力，永遠不必停止攻擊。
此人身懷堪稱一切無敵的防禦，令毒與火砲皆失去了意義。
她是現身於充滿惡夢的土地，起源不可考的魔法化身。
《狂戰士》，██。
逆理的廣人（聲：緒方惠美）
此人具有封鎖聽眾的所有選擇，舉世非凡的演說與交涉才能。
此人能一眼看穿對方內心，知曉敵人的一切需求與恐懼。
此人孕育無人所知的國家，使其發展超越人類文明。
他是運用異世界的法則，扭曲所有舊法則的文化侵略者。
《政治家》，人類。
遠方鉤爪的悠諾（聲：上田麗奈）
琉賽露絲
靜寂的哈魯甘特（聲：大塚明夫）
警戒塔蓮（聲：朴璐美）
晴天的卡黛（聲：雨宮天）
紅紙籤的愛蕾雅（聲：能登麻美子）
鋦釘西多勿（聲：岡本信彥）
速墨傑魯奇（聲：子安武人）
月嵐拉娜（聲：花守由美里）
輪軸的齊雅紫娜（聲：鯨）
真理之蓋庫拉夫尼魯
漆黑音色香月（聲：水樹奈奈）
萬物之敵，四季（聲：楠木燈）
此人毫無一切的過去或動機，並不具備力量或特技。
此人沒有詞術或異能，甚至未持有魔具的力量。
此人只是一介普通人類，不存在產生各種現象的原因。
她不過是早已敗北的昔日殘影。已經死去。
《魔王》、人類。
外界的賽特拉
此人在天生不理解詞術概念的情況下認識世界。
此人具有將自己眼中的現實強加於他人之上的真正解咒之力。
此人為擁有冷酷現實的強勁與龐大身形的普通大鬼。
而且此人從一開始就是──
《勇者》、大鬼。

## 設定

### 詞術
作用於世界的法則。其基礎能讓具備智慧的生物之間不存在語言隔閡，就能以言語進行溝通。
當特意使用法則時，就能以言語對事物產生改變。
任何具備智慧的生物在經過理解後都能使用。
人類研究法則並歸納成可以理解的系統，以此進行學習。
其它種族不太會像人類一樣做出系統的區別。
對此做出理論化的分別有四大術——「力術」、「熱術」、「工術」、「生術」。
　「力術」
　改變物體方向的系統。
　可以理解為物理學的向量。
　可使人飛上天空。
　「熱術」
　創造並操控能量的系統。
　可以理解為物理學的純量。
　可產生出火焰、閃電、光芒。
　「工術」
　改變物體形狀或型態的系統
　可用於建築及加工製造。
　可將熱水變成冰塊，但仍具備熱水的溫度。
　「生術」
　改變物體性質的系統。
　可用於活化細胞恢復傷口。也可反過來用於暗殺。
　可將水變成酒。也能防止食物腐敗。
　「心術」
　賦予非生命體思想和生命的系統。
　由真理之蓋庫拉夫尼魯將其理論化。
　被賦予的非生命體統稱為「惡魔」。
　其它
　未被人類理論化的系統。
　如冬之露庫洛卡所使用的「凍術」。
　未理論化仍舊可以使用。但人類會因無法理解而無法學習。
　規則
　當特意使用法則時，必須同時想像使用時的情境。
　使用出來後，就無法取消或更改。
　因是使用言語的力量，所以無法省略或無詠唱。
　其力量的大小取決於使用者理解的程度。
　因為多數人的理解程度不一，因此幾乎不存在複數人共同使用的情況。
　就算有，也會被互相影響而變得微弱。
　離開熟悉的地方，在陌生環境下使用的話，理解程度會下降導致難以發揮出來。
　對物體也是如此。
　比起隨手在地上撿到的小石頭。一直帶在身邊觀察的小石頭能發揮更強的力量。
　對一個人理解足夠的話，甚至能夠直接殺死對方。
　廣義來說，並沒有距離的限制。甚至能直接改變天氣。
　但因為理解的難度也會提高而很難執行。

### 屬性
土屬
　對人類而言，與「工術」相性極佳。
　風屬
　對人類而言，與「熱術」相性極佳。
　水屬
　對人類而言，與「生術」相性極佳。

### 「詞術使」
極其擅長詞術的其中一個系統，理解程度遠超普通人的話就能成為「詞術士」。
根據系統不同分別可以稱為「熱術士」、「力術士」、「工術士」、「生術士」
無論能力強弱，只要能說出兩到三句「詞術」，就能成為「詞術士」。

## 出版書籍

### 輕小說
| 卷數 | KADOKAWA | KADOKAWA       | KADOKAWA               | 台灣角川     | 台灣角川       | 台灣角川              |
| 卷數 | 副標題   | 發售日期       | ISBN                   | 副標題       | 發售日期       | ISBN                  |
| ---- | -------- | -------------- | ---------------------- | ------------ | -------------- | --------------------- |
| I    |          | 2019年9月17日  | ISBN 978-4-04-912564-1 | 新魔王爭霸戰 | 2020年12月14日 | ISBN 978-986-524144-5 |
| II   |          | 2020年3月17日  | ISBN 978-4-04-912895-6 | 殺界微塵暴   | 2021年12月9日  | ISBN 978-626-321052-3 |
| III  |          | 2020年8月12日  | ISBN 978-4-04-913205-2 | 絕息無聲禍   | 2021年12月9日  | ISBN 978-626-321053-0 |
| IV   |          | 2021年2月17日  | ISBN 978-4-04-913532-9 | 光陰英雄刑   | 2023年3月27日  | ISBN 978-626-352357-9 |
| V    |          | 2021年9月17日  | ISBN 978-4-04-913739-2 | 潛伏異形種   | 2023年10月25日 | ISBN 978-626-378044-6 |
| VI   |          | 2022年7月15日  | ISBN 978-4-04-914157-3 | 榮耀篡奪者   | 2024年2月19日  | ISBN 978-626-378599-1 |
| VII  |          | 2023年2月17日  | ISBN 978-4-04-914864-0 |              |                |                       |
| VIII |          | 2023年10月17日 | ISBN 978-4-04-915172-5 |              |                |                       |
| VIII |          | 2024年2月16日  | ISBN 978-4-04-915466-5 |              |                |                       |

### 漫畫
| 卷數 | 講談社         | 講談社                 |
| 卷數 | 發售日期       | ISBN                   |
| ---- | -------------- | ---------------------- |
| 1    | 2021年7月16日  | ISBN 978-4-06-523797-7 |
| 2    | 2021年12月16日 | ISBN 978-4-06-525794-4 |
| 3    | 2023年12月15日 | ISBN 978-4-06-527776-8 |

## 迴響
本作獲得《這本輕小說真厲害！2021》單行本、Novels部門，以及新作部門的第1位，綜合排名第2位。

## 電視動畫
2023年2月12日，宣佈將獲改編為電視動畫。7月16日，宣佈定於2024年1月首播，動畫製作公司是Passione。

### 製作人員
- 原作：珪素
- 總導演：高橋丈夫
- 導演：小川優樹
- 副導演：朝岡卓矢、浅利藤彰、間島崇寬、青柳宏宜
- 系列構成、劇本：猪原健太（日语：猪原健太）
- 角色設計：菊地洋子、高品有桂
- 美術設定：畠山佑貴
- 色彩設計：歌川律子
- 3D導演：今義和
- 攝影監督：井上麻梨
- 編輯：丹彩子
- 音響監督：濱野高年
- 音樂：得田真裕
- 音樂製作：KADOKAWA
- 動畫製作：Passione
- 製作：異修羅製作委員

### 主題曲
第一季
片頭曲
作詞、作曲、編曲：木谷龍也，主唱：Sajou no hana
第1话作片尾曲
片尾曲
作詞：koshi，作曲：北川勝利，編曲：eba，主唱：鈴木KONOMI
第1话未使用
第二季
片頭曲「True Peak」
作詞、作曲、編曲：R・O・N，主唱：前島麻由
片尾曲「THE IOLITE」
作詞：sana、作曲、編曲：，主唱：sajou no hana。

### 各話列表
| 話數       | 標題                                    | 分鏡     | 演出              | 作畫監督 | 總作畫監督                                                                                                  | 首播日期      |       |       |       |       |       |       |       |       |       |       |       |       |       |       |       |       |       |       |
| 第1期      | 第1期                                   | 第1期    | 第1期             | 第1期 | 第1期 | 第1期         | 第1期 | 第1期 | 第1期 | 第1期 | 第1期 | 第1期 | 第1期 | 第1期 | 第1期 | 第1期 | 第1期 | 第1期 | 第1期 | 第1期 | 第1期 | 第1期 | 第1期 | 第1期 |
| ---------- | --------------------------------------- | -------- | ----------------- | --- | --- | ------------- | ----- | ----- | ----- | ----- | ----- | ----- | ----- | ----- | ----- | ----- | ----- | ----- | ----- | ----- | ----- | ----- | ----- | ----- |
| 第一話     | 柳之劍宗次朗                            | 高橋丈夫 | 朝岡卓矢          | 吉田潤 近藤源一郎 松島慎太郎 佐倉真奈美 坂田理 福島達也 中野典克                                                                | 高品有桂 | 2024年 1月3日 |       |       |       |       |       |       |       |       |       |       |       |       |       |       |       |       |       |       |
| 第二話     | 星驰阿鲁斯                              | 小川优树 | 浅利藤彰          | 橋本英樹 高橋成之 福島達也 | 野田康行 日向晴香                                                                                           | 1月10日       |       |       |       |       |       |       |       |       |       |       |       |       |       |       |       |       |       |       |
| 第三話     | 喜鵲達凱與夕暉之翼雷古聶吉              | 高橋成世 | 間島崇寬          | 戶羽谷沙知 佐藤好 福島達也 石井祐美子                                                                                           | 櫻井正明 熊田明子                                                                                           | 1月17日       |       |       |       |       |       |       |       |       |       |       |       |       |       |       |       |       |       |       |
| 第四話     | 濫回凌轢霓悉洛與世界詞祈雅              | 佐野隆史 | 青柳宏宜          | 西川真人 舛舘俊秀 鈴木健史 | 岩崎泰介 熊田明子 福島達也 近藤源一郎                                                                       | 1月24日       |       |       |       |       |       |       |       |       |       |       |       |       |       |       |       |       |       |       |
| 第五話     | 大海的希古爾雷與靜歌娜斯緹庫            | 森本育郎 | 嵯峨敏            | 才木康寬 吉田潤 福島達也 | 高品有桂 日向晴香 野田康行 高橋成之 櫻井正明                                                                | 1月31日       |       |       |       |       |       |       |       |       |       |       |       |       |       |       |       |       |       |       |
| 第六話     | 陣營集結                                | 高橋成世 | 青柳宏宜          | 戶羽谷沙知 舛舘俊英 佐藤好 才木康寬                                                                                             | 熊田明子 | 2月7日        |       |       |       |       |       |       |       |       |       |       |       |       |       |       |       |       |       |       |
| 第七話     | 開始交戰                                | 森本育郎 | 間島崇寬          | 西川真人 高橋龍彌 滿若高代 | 杉本里菜 近藤源一郎 福島達也 櫻井正明 熊田明子                                                              | 2月14日       |       |       |       |       |       |       |       |       |       |       |       |       |       |       |       |       |       |       |
| 第八話     | 新魔王戰爭                              | 小川優樹 | 森友宏樹 加藤峻一 | 戶羽谷沙知 福島達也 西川真人 岩崎泰介 熊田明子 橋本英樹 櫻井正明 石田啓一                                                       | 高橋成之 | 2月21日       |       |       |       |       |       |       |       |       |       |       |       |       |       |       |       |       |       |       |
| 第九話     | 从天而降的战火                          | 森本育郎 | 淺利藤彰          | 才木康寬 大河廣行 橋本英樹 舛舘俊秀 吉田潤                                                                                      | 高品有桂 近藤源一郎                                                                                         | 2月28日       |       |       |       |       |       |       |       |       |       |       |       |       |       |       |       |       |       |       |
| 第十話     | 災厄消失                                | 佐野隆史 | 間島崇寬          | 吉田潤 大河廣行 橋本英樹 才木康寬 舛舘俊秀 福島達也                                                                             | 高品有桂 杉本里菜 櫻井正明 近藤源一郎 高橋成之 熊田明子                                                     | 3月6日        |       |       |       |       |       |       |       |       |       |       |       |       |       |       |       |       |       |       |
| 第十一話   | 落日之時                                | 高橋成世 | 青柳宏宜          | 吉田潤 佐藤好 舛舘俊秀 西川真人 才木康寬 大河廣行 所澤映畫                                                                      | 高品有桂 杉本里菜 近藤源一郎 福島達也 櫻井正明 熊田明子 高橋成之 日向晴香                                   | 3月13日       |       |       |       |       |       |       |       |       |       |       |       |       |       |       |       |       |       |       |
| 第十二話   | 修羅                                    | 高橋成世 | 青柳宏宜          | 高桥成之 才木康宽 桥本英树 熊田明子 舛馆俊秀 满若高代                                                                           | 高品有桂 樱井正明 杉本里菜 福岛达也                                                                         | 3月20日       |       |       |       |       |       |       |       |       |       |       |       |       |       |       |       |       |       |       |
| 第2期      |                                         |          |                   | | |               |       |       |       |       |       |       |       |       |       |       |       |       |       |       |       |       |       |       |
| 第十三話   | 地平咆、梅雷                            | 高橋丈夫 | 間島崇寛          | 吉田潤 福島達也 | 高品有桂 近藤源一郎 松島慎太郎 岩崎                                                                         | 2025年 1月8日 |       |       |       |       |       |       |       |       |       |       |       |       |       |       |       |       |       |       |
| 第十四話   | 黑曜、莉娜莉絲                          | 高橋成世 | 青柳宏宜          | 戶羽谷沙知 舛舘俊秀 橋爪伸弥 kuren                                                                                              | 杉本里菜 橋本英樹                                                                                           | 1月15日       |       |       |       |       |       |       |       |       |       |       |       |       |       |       |       |       |       |       |
| 第十五話   | 駭人的托洛亞與 窮知之箱美斯特魯艾庫西庫 | 高橋成世 | 淺利藤彰          | 戶羽谷沙知 熊田明子 福島達也 舛舘俊秀                                                                                           | 櫻井正明 | 1月22日       |       |       |       |       |       |       |       |       |       |       |       |       |       |       |       |       |       |       |
| 第十六話   | 微塵暴亞托拉澤庫 前篇                   | 高橋成世 | 石黑達也          | 橋爪伸弥 熊田明子 | 高橋成之 | 1月29日       |       |       |       |       |       |       |       |       |       |       |       |       |       |       |       |       |       |       |
| 第十七話   | 微塵暴亞托拉澤庫 後篇                   | 森本育郎 | 間島崇寬          | 近藤源一郎 戶羽谷沙知 田牧直樹 福島達也 谷村文 橋爪伸弥                                                                         | 高品有桂 高橋成之                                                                                           | 2月5日        |       |       |       |       |       |       |       |       |       |       |       |       |       |       |       |       |       |       |
| 第十八話   | 絕對的羅斯庫雷伊                        | 高橋成世 | 浅利藤彰          | 熊田明子 才木康寬 舛舘俊秀 福島達也 谷村文                                                                                      | 櫻井正明 杉本里菜                                                                                           | 2月12日       |       |       |       |       |       |       |       |       |       |       |       |       |       |       |       |       |       |       |
| 第十九話   | 冬之露庫諾卡與無盡無流賽阿諾瀑          | 佐野隆史 | 青柳宏宜 小川優樹 | 福島達也 熊田明子 | 岩崎大輔 龜田義明 橋本英樹                                                                                  | 2月19日       |       |       |       |       |       |       |       |       |       |       |       |       |       |       |       |       |       |       |
| 第二十話   | 不言的烏哈庫                            | 森本育郎 | 嵯峨敏 加藤峻一   | 戶羽谷沙知 辛泽麒 谷村文 橋本英樹 田牧直樹 kuren 橋爪伸弥                                                                       | 高橋成之 | 2月26日       |       |       |       |       |       |       |       |       |       |       |       |       |       |       |       |       |       |       |
| 第二十一話 | 漆黑音色香月                            | 高橋成世 | 間島崇寬          | 福島達也 舛舘俊秀 谷村文 辛泽麒 岩崎                                                                                            | 高品有桂 櫻井正明 橋爪伸弥 近藤源一郎                                                                       | 3月5日        |       |       |       |       |       |       |       |       |       |       |       |       |       |       |       |       |       |       |
| 第二十二話 | 魔法之慈                                | 高橋成世 | 淺利藤彰          | 戶羽谷沙知 水上 舛舘俊秀 岩崎 熊田明子 福島達也 橋本英樹 辛泽麒 谷村文 吉田潤                                                   | 杉本里菜 | 3月12日       |       |       |       |       |       |       |       |       |       |       |       |       |       |       |       |       |       |       |
| 第二十三話 | 逆理廣人                                | 小川優樹 | 青柳宏宜          | 熊田明子 水上 kuren 橋爪伸弥 谷村文 吉田潤 福島達也 大河廣行 舛舘俊秀 陈家兴 李绍川 曾山 岩崎 鈴木健史 杉本里菜 龜田義明 辛泽麒 | 高橋成之 近藤源一郎 杉本里菜                                                                                | 3月19日       |       |       |       |       |       |       |       |       |       |       |       |       |       |       |       |       |       |       |
| 第二十四話 | 全體之敵、四季                          | 小川優樹 | 間島崇寬          | 熊田明子 水上 kuren 舛舘俊秀 戶羽谷沙知 谷村文                                                                                  | 高品有桂 近藤源一郎 吉田潤 福島達也 杉本里菜 橋本英樹 田牧直樹 櫻井正明 鈴木勘太 高橋成之 龜田義明 橋爪伸弥 | 3月26日       |       |       |       |       |       |       |       |       |       |       |       |       |       |       |       |       |       |       |

### BD／DVD
| 卷數  | 發售日期      | 收錄話數       | 規格編號   | 規格編號   |
| 卷數  | 發售日期      | 收錄話數       | BD         | DVD        |
| 第1期 | 第1期         | 第1期          | 第1期      | 第1期      |
| ----- | ------------- | -------------- | ---------- | ---------- |
| BOX   | 2024年5月29日 | 第1話－第12話  | ZMAZ-17361 | ZMSZ-17371 |
| 第2期 |               |                |            |            |
| BOX   | 2025年5月28日 | 第13話－第24話 | ZMAZ-18141 | ZMSZ-18151 |

### 播映平台
| 播放地區         | 播放平台         | 播放日期              | 播放時間              | 備註                          |
| ---------------- | ---------------- | --------------------- | --------------------- | ----------------------------- |
| Disney+ 服務地區 | Disney+ 服務地區 | 2024年1月3日－3月20日 | 星期三 22:00          |                               |
| 美國             | hulu             | 2024年1月3日－3月20日 | 星期三 22:00          | 同時在「Hulu on Disney+」播放 |
| 拉丁美洲         | Star+            | 2024年1月3日－3月20日 | 星期三 22:00          |                               |
| 中國大陸         | bilibili         | 2024年1月3日－3月20日 | 星期三 22:00（UTC+8） | [ 18 ]                        |

## 外部連結
- KAKUYOMU連載網站（日語）
- 成為小說家吧連載網站 （页面存档备份，存于）（日語）
- 電擊文庫特設網站（日語）
- 漫畫官方網站（日語）
- 電視動畫官方網站（日語）
- 電視動畫官方的X（前Twitter）（日語）